# Glympis habitalis
Glympis habitalis är en fjärilsart som beskrevs av Walker 1859. Glympis habitalis ingår i släktet Glympis och familjen nattflyn. Inga underarter finns listade i Catalogue of Life.